# Ослунд, Санни
Санни Ослунд (швед. Sanny Åslund; 29 августа 1952, Турсбю, Швеция) — шведский футболист, играл на позиции нападающего в клубах «Дегерфорс», «АИК», «Эспаньол», «Мальмё» и в национальной сборной Швеции. По завершении игровой карьеры — футбольный тренер.

## Клубная карьера
Во взрослом футболе дебютировал в 1971 году выступлениями за команду клуба «Дегерфорс», в которой провёл два сезона. 
Впоследствии с 1973 по 1975 год играл в составе команд клубов «АИК» и «Эспаньол». 
Своей игрой за последнюю команду привлёк внимание представителей тренерского штаба клуба «Вердер», к составу которого присоединился в 1975 году. Играл за бременский клуб следующий сезон. 
В 1976 году вернулся в клуб «АИК». Большинство времени, проведенного в составе клуба «АИК», был основным игроком атакующего звена команды. В составе клуба «АИК» был одним из главных бомбардиров команды, имея среднюю результативность на уровне 0,51 гола за игру.
В течение 1979-1980 годов защищал цвета команды клуба «Мальмё». 
В 1980 году вернулся в клуб «АИК», за который отыграл ещё три сезона. Завершил профессиональную карьеру футболиста в 1982 году.

## Выступления за сборную
В 1977 году дебютировал в официальных матчах в составе национальной сборной Швеции. В течение своей карьеры в национальной команде, которая длилась всего 3 года, провёл лишь 5 матчей, забив 2 гола. В составе сборной был участником чемпионата мира 1978 года в Аргентине.

## Карьера тренера
Начал тренерскую карьеру, вернувшись к футболу после небольшого перерыва, в 1986 году, возглавив тренерский штаб клуба «Весбю Юнайтед». 
Впоследствии возглавлял команду клуба «АИК». Сейчас последним местом тренерской работы был клуб «Норрчёпинг», команду которую Ослунд возглавлял как главный тренер до 1992 года.